# Брайович, Радивое
Радивое Брайович (серб. Радивоје Брајовић; род. 11 января 1935, Печ) — югославский юрист и политик, председатель Президиума Социалистической Республики Черногория (1986—1988).

## Биография
Радивое Брайович родился 11 января 1935 года в городе Печ, Королевство Югославия. Учился на юридическом факультете Белградского университета, который окончил в 1957 году.
После окончания учёбы Брайович стал членом президиума Союза социалистической молодёжи Югославии. В 1967—1974 годах был министром республики по вопросам труда, здравоохранения и социальной защиты. В 1974—1978 годах был вице-президентом исполнительной власти.
В 1978 году он был избран вице-председателем, а в октябре 1979 года — председателем парламента Социалистической Республики Черногории. В мае 1982 года он был избран председателем Исполнительного веча Черногории. Эту должность он занимал до мая 1986 года, когда стал членом председателем Президиума Социалистической Республики Черногория с мая 1986 по май 1988 года.
Во время антибюрократической революции в Черногории в январе 1989 года вместе с другими членами Президиума объявил об отставке и ушел из политической жизни из-за несогласия с политикой нового руководства партии.
После создания многопартийной системы он стал одним из основателей Социал-демократической партии Черногории.